# Juan Pecci (músico)
Juan Pecci (nacido y fallecido en San Cristóbal, Buenos Aires, Argentina) fue un músico y compositor de tango argentino.

## Carrera profesional
Pecci estudió de muy joven violín con su padrino el músico Ernesto Ponzio.
Fue un bandoneonista y violinista del barrio de Boedo. Formó un popular trío con Domingo Santa Cruz y con "el tuerto" Camerano.
Además se desempeñó como secretario de Lebendiger, editor de algunos tangos de Bianco y del mismo Pecci.
Entre algunos temas como músico y compositor se encuentra el popular tema Triste Paica, de Homero Manzi[cita requerida]  y estrenada por el cantor José F. Cohan, en el Casino Municipal de San Remo (Italia), en 1929.
Tocó en varios cafés como el Tupí Nambá, el Paysandú y en el Japonés de la calle Sarandí. Vivió un breve período en Uruguay.
Trabajó en la orquesta de Juan D'Arienzo junto a Anselmo Aieta y con José Servidio, entre otros.
Luego estuvo con Rafael Rossi en las Confitería Quilmes en Tucumán en compañía de Abraham Neibur.
En la década del '20 integró el quinteto de la Orquesta Típica Pacho con el cual tocó en varias ocasiones en el Café El Nacional de la calle Corrientes integrado por Juan Maglio, Domingo Platerotti, Elvino Vardaro y Oscar Ventura.[cita requerida]
Luego de cumplir el servicio militar obligatorio se trasladó a Europa donde estuvo tocando tango hasta que regresó al país en 1954.
Posteriormente integró la orquesta de Eduardo Bianco, junto con otros músicos como Vicente Pecci, Ambrosio Lotito, Héctor Artola , Domingo Maida, Horacio Pettorossi, Armando Baliotti y guitarrista Félix Camarano.
Antes de la introducción del micrófono eléctrico en las actuaciones de las orquestas, que se produjo a partir de  mediados de la década de 1920, existía la figura del músico figurante, esto es el que estaba en el escenario aparentando ejecutar un instrumento, aunque en realidad no sabía hacerlo o conocía muy poco. Para que su mímica fuera convincente pero no emitiera sonidos, si empuñaba un violín, usaba un arco de cerdas sin pez y si era un bandoneón,  soltaba los tornillos de las cajas armónicas. El motivo de la existencia del figurante era el de aparentar ante los ojos de la concurrencia que había un número de ejecutantes mayor que el real, porque en algunas situaciones –por ejemplo, los bailes de Carnaval- ese era un argumento importante a la hora de atraer al público.  Facilitaba esta argucia la distancia que separaba a la pista de baile del escenario con los músicos en esos bailes realizados en los grandes teatros de la época, incluido el Colón, y en las enormes pistas de algunos clubes, y el objetivo final era de orden monetario ya que, por poco que ganara, un músico era siempre más caro que un simulador. Cuando Eduardo Bianco en la década de 1930 lo llevó a Europa con su orquesta, hizo que Pecci alternara como violinista y como bandoneonista, pero en este último rol era solamente figurante pues recién varios años más tarde tomó algunas lecciones de ese instrumento de Héctor María Artola.

## Vida privada
Su padre era el reconocido flautista "el tano" Vicente Pecci con quien tuvo la oportunidad de tocar en varias ocasiones y quien le ayudó enormemente a despegar en su carrera.
Fue un gran amigo del compositor Juan Pianezzi, cuñado de Amalia Pagano quien fue esposa del conocido y competente entraineur y jockey del Stud. Orán, Ceferino González, cuya boda lo tuvo como principal testigo.[cita requerida]

## Obras
- A Don Carlos Di Sarli con Ágel E. Varchetta (1964)
- Amparo López con Ítalo Della Franca y Francisco Nicolás Carbonara
- Arturo el bueno con Ramón Humberto Camarasa
- Así que está de Dios con Matías Amitor Vidal y Francisco Nicolás Carbonara  (1974)
- Los bancos de la espera con Odín Eduardo Fleitas
- Bailongos de Misia Pancha con Isidro Lorenzo Barbero
- El bandoneón de Arolas con Carlos Alberto Vilela Justino Raffone y Francisco Nicolás Carbonara  (1978)
- Bella Nina
- Café concierto
- Candombeando en San Telmo con Francisco Nicolás Carbonara  (1978)
- Cantares de Andalucía con Ítalo Della Franca y Francisco Nicolás Carbonara
- Corazón de tango con Rodolfo Toscano (1957)
- De repe no vale
- Dulce nostalgia
- Esquina de mi barrio con Carmen Alcira Martínez
- Flor de mi tierra  (1960)
- Hijo de Génova
- Idolatría con Eduardo Vicente Bianco (1952)
- El meterete con Ítalo Della Franca y Francisco Nicolás Carbonara
- La milonga de entreveros con Carmen Alcira Martínez
- Noche sin estrellas con Ester Valdez Borgogno (1949)
- Nunca me abandones  con Amitor Matías Vidal y Francisco Nicolás Carbonara
- Para las madrileñas con Ítalo Della Franca y Francisco Nicolás Carbonara  (1970)
- Para papá para mamá con Luis Gumersindo Mohr (1976)
- Petite Margarita
- Polilla
- Qué lindos tiempos con Rodolfo Toscano (1954)
- Qué varón con Silvio Spiro Cabral
- La ranchera de la risa con Ítalo Della Franca y Luis Gumersindo Mohr (1977)
- Rancherita de mi pueblo
- Sentada a mi lado con Ovidio Cátulo González Castillo (1953)
- Tango brujo y querend{on con Cesáreo Bienvenido Campos
- Los toreros de Alcalá con Ítalo Della Franca y Francisco Nicolás Carbonara
- Un viejo tango
- Valseando en Napenay con Ítalo Della Franca (1974)
- Vaya a barrer con Luis Gumersindo Mohr (1975)
- Vos fuiste mi amigo con Carmen Alcira Martínez
- Y qué me importa con Ítalo Della Franca y Francisco Nicolás Carbonaro
- Y volvió el amor con Rodolfo Toscano
- Yo quiero Lola con Armando Cosentino